# The World of Mercy
The World of Mercy é o trigésimo single da banda japonesa Dir en grey, lançado em 18 de setembro de 2019 pela gravadora Firewall Div. Brian “Big Bass” Gardner masterizou o single e Dan Lancaster cuidou da mixação.

## Recepção
Alcançou a oitava posição nas paradas da Oricon Singles Chart.

## Faixas[5]
Todas as letras escritas por Kyo. 
| N.º            | Título                                                            | Duração |  |
| 1.             | "The World of Mercy"                                              | 10:22   |  |
| 2.             | "Doozing Green" (Versão acústica)                                 | 3:07    |  |
| 3.             | "Grief" (Ao vivo em Shinkiba Studio Coast em 16 de abril de 2019) | 4:06    |  |
| Duração total: | Duração total:                                                    | 17:36   |  |

## Ficha técnica

### Dir en grey
- Kyo (京) – vocais
- Kaoru (薫) – guitarra
- Die – guitarra
- Toshiya – baixo
- Shinya – bateria

### Produção
- Dan Lancaster - mixação
- Brian “Big Bass” Gardner - masterização